# 艾科·伊本
小艾科·伊本（英語：Icko Iben, Jr.，1931年6月27日—）是一位美國天文學家，現為伊利诺伊大学厄巴纳-香槟分校傑出榮譽退休教授。

## 生平
伊本於1958年獲得伊利諾大學博士學位。他最有名的貢獻是恆星模型與演化理論，而這些與行星狀星雲的產生和紅巨星中重元素合成有關，並提出了漸近巨星分支熱脈動模型。

## 獲獎
- 1989年美國天文學會亨利·諾利斯·羅素講座
- 1990年英國皇家天文學會愛丁頓獎章

## 外部連結
- Icko Iben's Home Page at Illinois
- Award of Eddington Medal （页面存档备份，存于）